# Johannes Hage (godsejer)
 Der er flere personer med dette navn, se Johannes Hage (journalist).
Johannes Hage (født 26. maj 1842 i Emdrup, død 14. januar 1923 på Nivågård) var en dansk politiker, godsejer, teglværksejer, filantrop og museumsstifter. Selv kaldte han sig med sin typiske underdrivelse af egen person for landmand. 

## Familiebaggrund
Han var bror til Alfred Hage og søn af politikeren og grossereren Alfred Anton Hage og Wilhelmine (Mine) Hage født Faber, der var stolte over hans lyst til at diskutere politik fra sine allerførste år. Familien var på alle måder engageret i grundlovsskiftet 1849 med Orla Lehmann og Carl Ploug blandt de nærmeste familiemedlemmer. Forældrene førte stort hus, og deres hjem var et samlingssted for en række af tidens førende skikkelser inden for litteratur, kunst, musik og politik. Constantin Hansens maleri af den grundlovgivende rigsforsamling, var bestilt af Alfred Hage og hang i hjemmet på Kongens Nytorv indtil 1891, hvorefter det blev skænket til Frederiksborgmuseet. Johannes' 3 søstre blev gift med 3 kunstnere: Elise med digteren Carl Ploug, Johanne med billedhuggeren Vilhelm Bissen og Vilhelmine kaldet Ville med komponisten Peter Heise. De to ældste døtre var fra moderen Frederikke Vilhelmine Fabers tidligere ægteskab.

## Krigsdeltagelse
Johannes Hage deltog som løjtnant i den 2. slesvigske krig, hvor han blev såret i armen af skud under tilbagetrækningen fra Als. Under samme krig mistede han en bror, Christopher, ved Dybbøl, men fastholdt hele livet, at krigen aldrig skulle have været indledt og derfor heller ikke en sag at gå tilbage til. Da Sønderjylland i 1920 blev stemt tilbage til Danmark, argumenterede han mod at kræve mere tilbage af hertugdømmerne, end lokalbefolkningen selv var indstillet på. 
Var sagen derimod vigtig, gik han gerne selv i krig livet igennem og meldte sig til krigstjeneste for Fremmedlegionen, da Kreta søgte løsrivelse fra Tyrkiet i 1896-97. I krig nåede han dog ikke, eftersom den græske hær allerede var faldet fra hinanden, da han nåede frem, men han arbejdede gennem en livsalder for trængte folk, herunder armenierne, makedonerne og siden også boerne. I 1914 var han atter parat til at melde sig som soldat; men familien talte ham fra det, idet han i mellemtiden var blevet 72 år. 

## Godsejer, fabrikant og filantrop
Efter sin studentereksamen fra Borgerdydskolen på Christianshavn i 1860 var Hage begyndt at studere nationaløkonomi, men efter krigen opgav han og slog sig på landbrug på Sydsjælland. Da faderen døde i 1872, overtog Johannes Hage Nivågård og Nivaagaards Teglværk. Ringovnen var blevet opført i 1870, og teglværket blev storleverandør til byggerierne i København. Hage var desuden folketingsmand for Fredensborgkredsen 1876-1901 og medlem af Frederiksborg amtsråd 1879-1907.
Han stiftede i 1882 en sygekasse for de ansatte på Nivaagaard og Nivaagaard Teglværk , og oprettede  Nivaagaards Hospital for Kroniske Syge i Frederiksborg Amt, der i dag hedder Johannes Hages Hus og er et socialpsykiatrisk bosted. Hospitalet var beregnet til mennesker, der ikke længere kunne klare det daglige arbejde. Ordet hospital var ikke oprindeligt synonymt med sygehus, men det var et sted, hvor man tog sig af både gamle og syge, og mennesker der ikke længere kunne klare sig selv.
Hospitalet åbnede 2. juni 1891 i et ombygget stuehus og tog imod de første 8 patienter. Den 8. juni 1895 blev en fundats for hospitalet, der reelt var Danmarks første plejehjem, stadfæstet af Kong Christian 9. Hage udviste stor generøsitet mod sit hospital. For at sikre ro og fred omkring institutionen opkøbte han tilgrænsende jordarealer for at sikre den fine beliggenhed og friarealer til patienterne. Han forsynede hospitalet med ny teknik med hensyn til centralvarme og elforsyning, automatisk vandpumpning m.v. og betalte uden at kny.
Faktisk havde Johannes Hage planer om at oprette et hospital for psykisk syge, og han kom så langt som til at få tegnet et hus, men opgav så. Til gengæld blev Nivågårds hovedbygning efter Johannes Hages død brugt som hvilehjem for nervesvækkede kvinder.

## Malerisamlingen
Også på kunstens domæne var han initiativets mand. Under krigen 1864 var Johannes Hage blevet ven med en ung officer ved navn Frederik Peter Grünwaldt (1840-1923). Han havde drømt om at blive kunstner, men forblev ved Hæren. I stedet blev han samler af tegninger og grafik. Han blev endvidere rådgiver for Hage, da denne begyndte at samle på kunst. I 1896 begyndte Hage at samle malerier fra den tyske, nederlandske og især italienske renæssance, som skulle indgå i Statens Museum for Kunst. I 1901 lagde han dog kursen om og begyndte i stedet at bygge eget hus til samlingen på sit gods i Nivå: Nivaagaards Malerisamling, en selvstændig institution, oprettet 1908.
Malerisamlingen åbnede for publikum i 1903 i en bygning tegnet af Johan Schrøder, samme år som han fandt samlingens clou: en ægte Rembrandt. Siden overvejede han igen at sælge ud af samlingen og var nær at afhænde den i 1909 og igen 1912 og 1915 for at købe nye og måske endnu bedre værker.
Hage stod desuden bag opførelsen af Sletten Havn i 1879 og opførelsen af Nivå Kirke i 1910. Han blev Ridder af Dannebrog 1897 og var også Dannebrogsmand.
Johannes Hage var en vellidt arbejdsgiver, og efter datidens målestok meget socialt sindet, og tog sig af ”sine” folk. Han døde i januar 1923, 80 år gammel. Johannes Hage døde ugift, og testamenterede alt til Den Hageske Stiftelse for velgørende formål. Han er begravet på Nivå Kirkegård.